# 月とスッポン (漫画)
『月とスッポン』（つきとスッポン）は、柳沢きみおによる日本の漫画。『週刊少年チャンピオン』（秋田書店）にて、1976年24号から1982年9号まで連載された。単行本は全23巻。続編や『月曜ドラマランド』版についてもこの項目で取り扱う。

## 概要
連載開始当時のキャッチコピーは「他人で兄弟で婚約中」。
幼なじみ以上、恋人未満の微妙な関係にある新一と世界のカップルの恋愛を軸に、中学から高校時代の学校生活、家族関係、恋愛を描いた作品である。作風は1話完結であり、かつ同時に全体で流れを持つ二重構造になっている。
当時の柳沢は『翔んだカップル』執筆以前であり、少年誌にラブコメの概念がなく、柳沢自身もギャグ漫画家として世間に認知されていたため、連載時はギャグ漫画に位置づけされている。しかし、物語全体の流れから見ると恋愛物語として捉えることもできるため、後年の『チャンピオン』ではラブコメとして紹介されたこともある。
脇役も含め多くの登場人物が片思いをして告白するが、失恋する展開が両想いになるより多い。しかし間にギャグを入れることで失恋の負のイメージを相殺しているため、暗い展開にはならない。女性に対する洞察や多くの恋愛の形は、のちの少年漫画に影響を与えている。

## ストーリー
宮橋中学校へ同時に転校してきた2人、ドジ新こと土田新一と花岡世界は、ことわざの月とスッポンで例えられるほど不釣り合いな凸凹コンビである。2人は幼馴染であり、幼少時から世界は新一を兄のように慕い恋愛感情を持っているが、新一は恋愛感情を表に出す世界に対しての自分の気持ちをはっきりさせていなかった。中学や高校の学園生活や部活動、高校受験、家族等で色々な人間関係や恋愛関係を知り、体験していくうちに、2人ともゆっくりではあるが成長していく。連載開始時は、新一と世界は中学１年生、翌年もその学年であったが、３年目に２年生に進級し、そのまま高校編まで、毎年、進級・進学していった。

## 登場人物

### 主要キャラ
土田 新一（つちだ しんいち）
ドジが多いため、周りから「ドジ新」と呼ばれる。連載当初は世界との差（容姿、性格など）について悩むなどナイーブさを持っていたが、ラグビー部に所属するようになってから、性格がタフになり悪知恵が働くようになってきた。が悪知恵はほぼ全部ばれたり世界に防がれたりとうまくいかない。152cmの低い身長にコンプレックスを持つ。視力は2.5。学校の成績は学年で中の下、いじけ易い。しかし根性はあり、中学3年にはラグビー部キャプテンになったことも。また周りの人や動物に対して自らを顧みないほどの優しさを持っていて、そこに世界が尊敬し恋愛感情をもっている。小学校低学年の頃までは世界よりも背が高く、逆に世界を引っ張っていく男らしさを持っていたが、親の都合による転校の為、そのことを知っている人は少ない。家族構成は父（平一）、母（フジ子）、弟（新平）そしてペットに猫（タマ）、犬（クロ）。新一、世界の両親は銀行員であり、常に同じところに転勤していた為社宅が隣同士であり、家族付き合いが盛んである。
花岡 世界（はなおか せかい）
世界という名は亡くなった母親（キヨ子）に「広い心を持つように」と付けられた。性格は積極的で優しいが、それがお節介に思われることも。勉強、スポーツともに万能であり、特に中学、高校で所属していたバレーボール部ではエースアタッカーで中学校のバレー大会では日本一になった。後輩に慕われていて、中学3年時にはバレー部キャプテンになっている。美形でスタイルも良く、よく恋の告白をされるが、世界自身は自分の魅力についてあまり自覚がないようだ。幼馴染で兄妹の様に育ったため新一を「おにいちゃん」と呼ぶが（月曜ドラマ版では新一の半年後に生まれた設定になっている）、170cm程度の身長があり2人並ぶと世界が姉に見られることもあった。新一の優しい所が好きだが、同時に、情熱的で積極的な人が好きでいじけた人が嫌いなため、いじけた新一とよく喧嘩する。家族構成は父（伍助）。父親には実は心に秘めた再婚相手がいるが、影響が大きすぎるのか世界に言い出せないでいる。
土田 新平（つちだ しんぺい）
新一の弟。バカな兄を持ったことが悩みらしい。小学生で同級生の女の子に片思いをしたが、告白できずに失恋している。また反抗期を経験したこともあり、土田家のトイレをトイレジャックしたことがある。世界のことをお姉ちゃんと慕っている。
藤波 正平（ふじなみ しょうへい）
いわゆるガリ勉。東大を目標に学校、家で所構わずひたすら勉強している。宮橋中学ではトップの成績である。一般常識はあるが自分の恋愛関係に疎く、その点で新一によく突っ込まれる。星野に淡い恋心を持っているが、他の女性にも同様の恋心を持ってしまう。しかし恋心を内面に秘める性格の為、相手は最初は気がつかない。恋に対して奥手であり、星野に対しても高校生になるまで自分から告白もできなかった。プレッシャーに弱い半面思い込みが強いため、一度落ち込むとなかなか立ち直れない。家族構成は、父、母、弟（豊和）。当時ブームのビューティーペアの影響で、新一、新平ペア対正平、豊和ペアでプロレスごっこをしたことも。中学の運動会の仮装行列の準備で、新一に冗談で着せられてから白衣が気に入り、高校時から常に着るようになる。金子に髪をむしられて以来ずっとサンプラザ中野の様な坊主頭になってしまった。IQは158。
星野 道代（ほしの みちよ）
周り全ての人に分け隔てなく優しい。正平に一方的に恋愛感情を向けられているが、星野は友人として正平と付き合っている。しかし正平の告白を受けて惹かれつつもある。一時期、正平が星野に告白した反動でスランプに陥ってしまい、そのことに責任を感じて、周りに誤解されることも厭わず正平の家に泊り込んで励ましたことも。なお、浪人生になった正平を描いたスピンオフ作品『正平記』では正平と文通する仲になっている。家族構成は父、あと不明。実家はケーキ店であり、新一が世界へのプレゼントを買うためにアルバイトしたことがある。IQは136。
金子 秀雄（かねこ ひでお）
高校時代の同級生。成績優秀でプライドが高く、正平をライバル視している。優しくされたことがきっかけで、同じクラスの星野に淡い恋心を抱いている。家族構成は父、母、妹。父親はカツラ会社の社長である。人とコミュニケーションを取るのが苦手だが、本人も気にしているらしく、妹をいじめるスケ番と戦ったこともある。が、金子の期待に反して兄妹の溝が深くなってしまった。髪を乱されると、その間の記憶が無くなるほど怒り狂うが、セットを整えると何事もなかったかのように普通に戻る。一時期、星野を巡って正平と三角関係になる。
後藤 留三（ごとう とめぞう）
高校時代のクラスメート。中学生の時は成績優秀という噂があるが、不良でよく学校を休んでいる。親が金持ちでアパートを借りてひとり暮らしをしている。そのためか酒、たばこを平気でやっている。惚れやすいが、飽きっぽい性格。めんどくさいことが嫌いで、そのためなら嘘を平気につくことができる。学校を休みすぎて、授業時間が残り1時間で落第になりかけたことも。新一達と出会ってから、他人に関心を示すようになり、ラグビー部を辞めた新一の為に、一緒に一日だけの焼き芋同好会を作ったこともある。
ベチ（べち）
作者の分身。連載当初は話にチャチャを入れたりナレーションをしたりと黒子の様なスタンスだったが、後になると近況を喋り出したりウンチクをしたりと自己主張が強くなった。発言内容に登場人物がツッコミを入れる事がある。H模様の着物を着てザンギリ頭に無精ひげというスタイルは大市民の山形に通じるところがある。

### クラスメート
藤田（ふじた）
委員長。年上の図書委員に憧れていたものの失恋する。工業高校に進学。
岡崎（おかざき）
自分以上に目立つ世界に嫌がらせをするために新一を誘惑しようとするがあと一歩のところで失敗する。のちにラグビー部で一年年上の高田に恋心を告白するも、高田に意中の人がいたため失恋。月曜ドラマランド版では小夜子という名前になっている。
松村（まつむら）
新一の悪友。新一にエロ本を送ってトラブルを起こしたことも。市島ミエ子にアタックして失恋。
山崎 充（やまさき みつる）
頭脳明晰で野球部のエース。更に美形の為女性の人気が高く、親衛隊が結成されている。世界にアプローチをかけようとして新一に阻止され、後に星野と付き合おうとするも相性が合わなくて星野に断られる。
水鳥 やよい（みずとり やよい）
新一の家の隣に引っ越してきた美少女。水鳥はやとの妹。新一と仲良く話す彼女を見て、世界がやきもちを焼いたことも。
立川 直樹（たちがわ なおき）
有名進学校の生徒だったが、ストレスを溜めない為に転校して来た。正平をライバル視しているが、友情も感じている。正平同様、東大を目指す。松ヶ丘高校に進学。
日の本 照吉（ひのもと てるゆき）
几帳面で、いつも緊張していてよく汗を掻く。2歳年下の池本孝子と2年程付き合っていたが、煮え切らない性格のため飽きられて捨てられてしまった。
花山 勇造（かやま ゆうぞう）
元湘北中学ラグビー部キャプテン。宮橋中学との夏の共同合宿で世界にアプローチをかけるも断られるが、諦められなくて宮橋中学に転校してきた。当初は爽やかで男らしいキャラであったが、徐々にドジで三枚目キャラに変化していった。
猪熊 寅吉（いのくま とらきち）
高校時代の同級生。無口で勉強に集中するあまり周りに気が回らず、近寄った正平が良く踏まれることがあった。病弱な母を支えるためにアルバイトを掛け持ちするも学校の成績は常に一番だったが、母を病院に入院させるため、退学して働くことに。去る前に新一の家でお別れ会をしてもらうが、その時に通信教育から東大を目指すと発表。
川東 力（かわとう ちから）
高校時代のクラスメート。ポーズを決めてしゃべる癖がある。新一とギクシャクした状態の世界を口説こうとするも失敗。

### ラグビー部
須藤（すどう）
新一の2年先輩。ラグビー部キャプテン。クールに見えるが実は女性恐怖症で、クレオパトラのあだ名を持つ磯野にアタックする為に新一、世界に女性恐怖症の克服の協力を頼んだ。磯野と付き合う様になってから女性恐怖症は治ったようだ。新一が高校へ進学した際も、進学先の高校でラグビー部キャプテンを務めている。再登場した際、作者は須藤の顔を忘れていて、過去の単行本を見直して執筆したことを作中で語っている。
水鳥 はやと（みずとり はやと）
新一の2年先輩。水鳥やよいの兄で文武両道で美形。世界と仲良く話しているはやとに嫉妬して、世界と喧嘩した新一が家出したことがある。
川上（かわかみ）
新一の2年先輩。体育会系であり後輩の世話をよく見る。多少不良気味で新一はその影響を受けつつあるが、世界はそのことをあまり良く思っていない。３歳年下の弟もラグビーをしているが、彼に色々新一の事を言っていたらしく、そのことが新一が後輩の信用を一時期失うことになった。。
高田 健吉（たかだ けんきち）
新一の1年先輩。須藤の後ラグビー部キャプテンになる。家の近所に年上の片思いの彼女が住んでいて、彼女と同じ松ヶ丘高校を目指すものの不合格、県立の宮橋高校に進学する。高二の時に告白するも答えを保留されるが、自分の気持ちを言えたことを後悔していない。境遇の似た新一と世界に何かと気にかけている。しかしその行為が周りに世界に気があるように誤解され、新一と世界の中が一時期ギクシャクすることになってしまった。
山田 光雄（やまだ みつお）
新一の1年後輩。同級生の若山夏子と幼馴染であり、「月とスッポンミニチュアコンビ」とあだ名が付けられている。中学入学時は登校拒否を起こすほどの甘えん坊だったが、ラグビーをやって成長し、新一の後を継いでラグビー部キャプテンになる。

### バレー部
前島（まえじま）
世界の2年先輩。バレー部キャプテン。バレーを始めたばかりの世界をレギュラー入りさせる。
川井（かわい）
世界の1年先輩（初登場時は太川と呼ばれていたが、後は川井で統一されている為川井として扱う）。前島に選ばれる形でバレー部キャプテンになる。キャプテンだがレギュラーで無かった為か、キャプテン以上に目立つ存在の世界に何かと嫌がらせをする。その結果バレー部とバレー同好会に分裂する事態になってしまう。部と同好会の互いの存続をかけた戦いの後、世界の説得により分裂を回避することになる。その後世界と仲が良くなり、新一相手に冗談を言える様になった。
若山 夏子（わかやま なつこ）
世界の1年後輩。「世界さま」と呼ぶほど世界を尊敬している。バレー部分裂騒ぎの際に同好会でセッターに指名されたことから考えると、潜在能力は高いようだ。山田光雄と共に月とスッポンミニチュアコンビと呼ばれている。性格は直情型で、山田とのコンビでは、意志のはっきりしない山田によく若山が突っ込みを入れている。世界の跡を継いでバレー部キャプテンになる。

### 先生
山嵐（やまあらし）
中学時（1年～3年）の新一、世界の担任の先生。柔道部顧問。髪形などに類似点があるものの『女だらけ』の山嵐先生との相関関係は不明である。
岩野（いわの）
中学時の英語の先生。視線があった時に眼鏡が光る表現がされていたが、表現がエスカレートして動揺したりと感情表現の為に点滅するようにもなった。『～Missワールド』で新一、世界が先生になって宮橋中学校に赴任した時も同校の先生をしていた。
門呂（もんろ）
中学時の社会の先生。顔のほくろや髪形、セクシーな服装から考えるとマリリン・モンローが原型と考えられる。生徒思いの先生だが色気過剰のため、一部女子生徒には人気が無い。小林先生と付き合っている。
小林（こばやし）
中学時の数学の先生。バレー部顧問。バレー部部員及び女子生徒からの人気が高い。正平の策略で、新一は世界が小林と付き合っていると思い込んでしまったことがある。
校長先生（名前不明）
中学時の校長。世間体を気にしていて、バレー部の分裂騒動に対して部と同好会の対決で決着をつけることを提案する。
輪留田（わるた）
高校時（1年～2年）の担当の先生。自然が好きで駅から2時間かかる山奥に電気、電話を引かない自宅に住んでいる。当初は、正平の試験の催促がしつこかったため、連日正平が夢に出てきたことがある。
田宮（たみや）
高校時の音楽の先生。輪留田に気がある。
永暇 鬚雄（ながひま ひげお）
高校時の体育の先生。ラグビー部顧問。名前と言動から考えると長嶋茂雄が原型と考えられる。
変田井（へんだい）
『～教師編』に登場。新一、世界が赴任した学校にいた教師。
吉川 晃一（きっかわ こういち）
『～Missワールド』に登場。先生になった新一、世界と共に宮橋中学に赴任した先生。世界に一目惚れし、気を引くため新一とビールの飲み合いをする。

### その他のキャラクター
江部 好子（えべ すきこ）
新平のガールフレンド。だが好子は新平に恋心を持っていたのに対し、新平は友達として考えていたようである。城東中学に通う兄がいる。他の女の子に恋心をもった新平の気を引く為、容姿・ヘアスタイルを変えてみたものの、似合って無かったのか新平は戸惑いを隠せない様子だった。
猿山（さるやま）
神山中学の生徒。世界とのテニス対決の後、世界に恋心を持ち新一に嫌がらせをするキャラだったが、いつの間にか新一と世界の旅行にたまたま鉢合わせて家族ぐるみで新一と張り合うキャラになってしまった。

## 続編
スピンオフ作品である『正平記』については、そちらの項目を参照。

### 月とスッポン教師編
『週刊少年チャンピオン』1983年4月25日増刊号に掲載された。単行本未収録。新潟大学を卒業し中学校の教師になった新一、世界を描く。不良のたまり場になったラグビー部を再生させるため新一が奮闘する。

### 月とスッポン教師編 Missワールド
『週刊少年チャンピオン』で1985年21号から23号まで短期連載された。『SEWING』11巻（秋田書店、1985年 ISBN 4-253-04111-6）p123-177に収録されている。かつての母校、宮橋中学に赴任した新一、世界を描く。ラグビー部を復活させるために新一が奮闘する。大まかな話の流れは『～教師編』と似ているが、『～教師編』であったお好み焼きの大食い対決が無くなっていたりと細部がかなり異なっている。なお、『教師編』では新一、世界の担当科目はそれぞれ数学、英語だが、『～Missワールド』では社会、国語になっている。

### 月とスッポン (サブタイトルなし)
『週刊少年チャンピオン』2009年28号に創刊40周年記念企画として掲載された。『週刊少年チャンピオン40th 創刊40周年記念特別編集』（秋田書店、2010年 ISBN 978-4-253-10200-1）p185-206に収録されている。スピンオフ作品『正平記』からさらに22年後、人生を思い直し43歳にして大学の准教授からラーメン屋に転身した藤波が主人公。『正平記』では1浪の末東大に合格するが、本作品では2浪となっている。

## 備考
- 1980年33号、及び1981年17号に本編に続いて4ページの番外編が掲載された。内容はナショナル（現パナソニック）の商品を宣伝するもので、そのためか舞台がパリになっていたりと、本編とは異なった設定になっている。単行本未収録。

## ドラマ
フジテレビの『月曜ドラマランド』枠で1986年9月8日に放送された。世界の部活がバレーボール部から新体操部に変更されていたり、登場人物の名前が変えられたりと原作からの改変が目立つ。1991年にジャパンホームビデオよりビデオが販売された。

### キャスト
- 土田新一：西川弘志
- 花岡世界：芳本美代子
- 高橋早苗（ドラマオリジナルキャラ）：大沢逸美
- 権田大介（ドラマオリジナルキャラ）：久保田篤
- 岡崎小夜子：中本美鈴
- 土田平三（原作では平一）：なべおさみ
- 土田すみ江（原作ではフジ子）：奥村チヨ
- 花岡弥一郎（原作では伍助）：小野ヤスシ

### スタッフ
- 脚本:森保鉄志、増田紀雄
- 音楽:渡辺敬之
- 演出:南部英夫
- 製作:日本映像